# Русаков, Евгений Вениаминович
Евге́ний Вениами́нович Русако́в (17 февраля 1933 года, Москва — 4 февраля 1995 года) — советский партийный и государственный деятель, в 1976—1982 годах первый секретарь Тольяттинского горкома КПСС.

## Биография
Родился 17 февраля 1933 года в Москве.
С 1956 по 1958 год — слесарь по ремонту оборудования, механик Куйбышевского авиационного завода № 454.
С 1958 по 1963 год — мастер, старший механик Куйбышевского металлургического завода № 511.
С 1963 по 1968 год — начальник цеха, секретарь парткома КПСС «Куйбышевского металлургического завода».
С 1968 по 1976 год — по линии партии был директором Тольяттинского электротехнического завода.
С 1976 по 1982 год — первый секретарь Тольяттинского горкома КПСС.
С 1976 по 1980 год — народный депутат Куйбышевского облисполкома Совета народных депутатов. 

### Награды

Могила Евгения Русакова на Баныкинском кладбище

В 1971 и 1981 годах награждён двумя орденами Трудового Красного Знамени.
4 декабря 1995 года скончался, похоронен на Баныкинском кладбище в Тольятти.
Супруга Русакова Алевтина Васильевна — работала заведующей детского сада, скончалась. Сын Алексей, дочь Ольга.